# British Island Airways
British Island Airways (BIA) war eine britische Fluggesellschaft mit Sitz in Redhill, die im Jahr 1970 aus der British United Island Airways entstand. Zehn Jahre später ging sie als eines von deren Gründungsmitgliedern in der Air UK auf. Unter demselben Namen wurde später die British Island Airways (1982) gegründet, die bis 1990 existierte.

## Geschichte

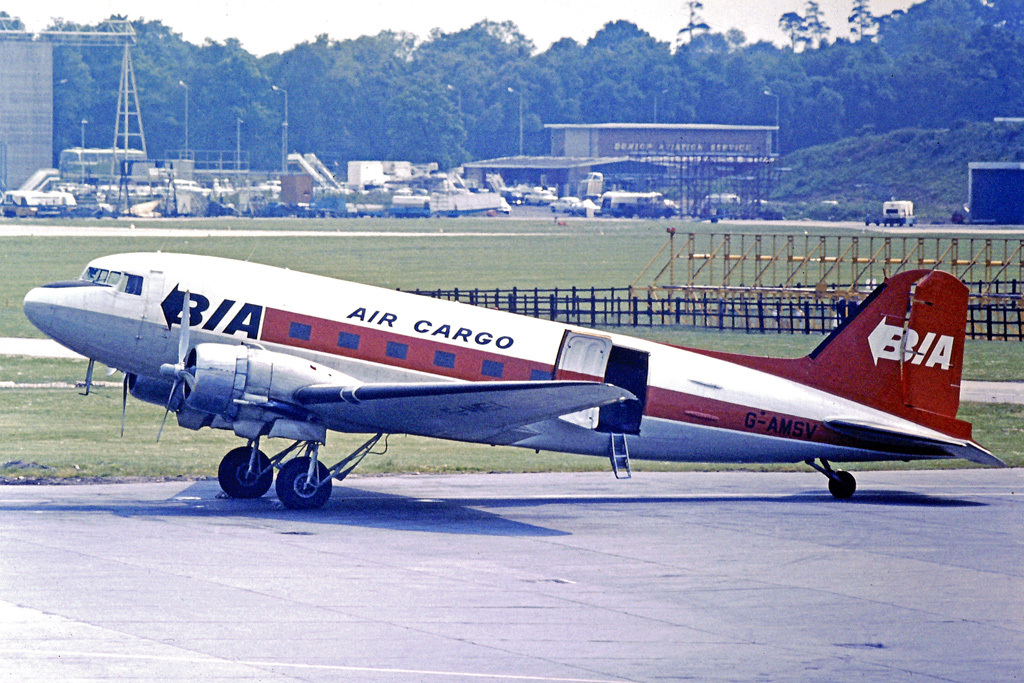
Douglas DC-3 der BIA, Flughafen London-Gatwick, Mai 1973

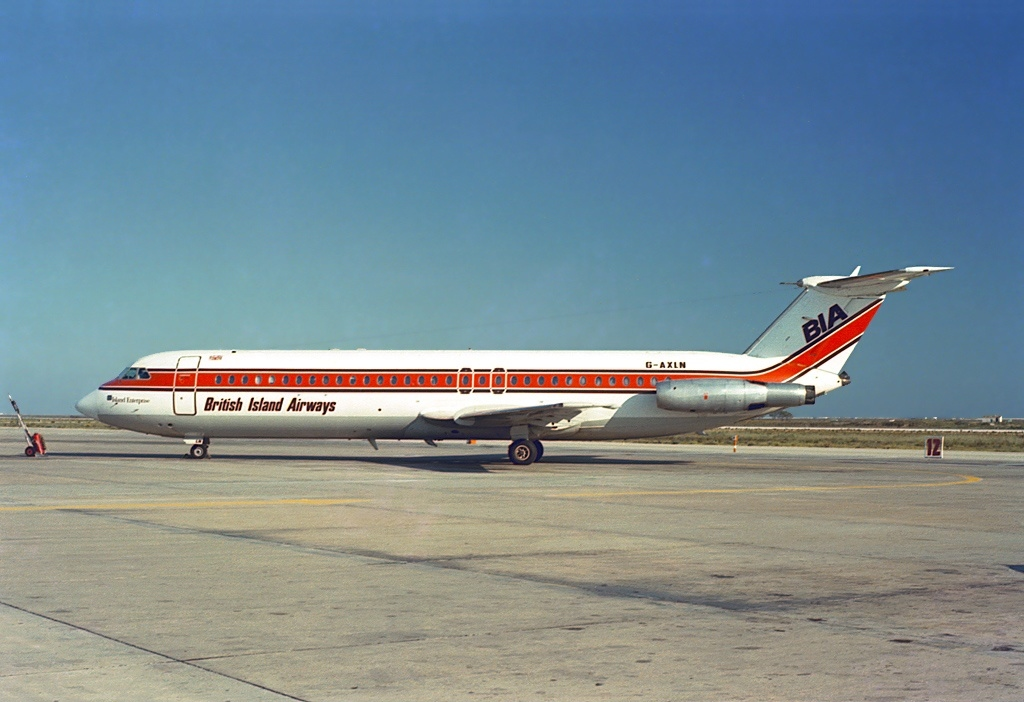
BAC 1-11 der BIA, Flughafen Faro, 1986

British Island Airways wurde am 20. Juli 1970 als Nachfolgerin der British United Island Airways gegründet und übernahm den größten Teil von deren Flotte sowie die beflogenen Strecken. Im Einzelnen wurden folgende Flugzeuge übernommen:
- 4 Douglas DC-3 (davon eine als Kalibrierungsflugzeug)[2]
- 7 Handley Page Herald.

Alle Passagierflüge wurden zunächst mit HP Herald durchgeführt, während die DC-3 als Frachter eingesetzt wurden. Die letzte DC-3 wurde am 30. Mai 1974 mit einem Flug von Guernsey zum Flughafen Bournemouth außer Dienst gestellt, auf dem eine Frachtladung Blumen transportiert wurde. Danach bestand die Flotte aus 12 Handley Page Herald. Mit den Heralds wurden viele Jahre lang auch Flüge zu den Stationierungsorten in Deutschland im Auftrag des britischen Verteidigungsministeriums durchgeführt.
Im Jahr 1977 wurden erstmals über eine halbe Million Passagiere befördert.
Am 1. Januar 1979 übernahm British Island Airways alle linienmäßigen Regionalstrecken der der British Air Ferries, womit eine erhebliche Expansion einherging. Unter anderem wurde dadurch die Flotte der Handley Page Herald auf 19 vergrößert.
Ebenfalls im Jahr 1979 wurden vier Strahlflugzeuge des Typs BAC 1-11 gebraucht erworben, davon drei von Gulf Air in Bahrain. Fabrikneu waren dagegen die zwei im selben Jahr gekauften 18-sitzigen Turbopropflugzeuge des Typs Embraer EMB 110 Bandeirante.
Am 1. Januar 1980 wurde British Island Airways in die neu gegründete Air UK übernommen, einem Zusammenschluss mehrerer Regionalfluggesellschaften, dem auch Air Anglia, Air Wales (1977) und Air Westward angehörten.
Im April 1982 wurden die Namensrechte und der Firmenmantel verkauft und eine neue Gesellschaft gegründet, ebenfalls unter dem Namen British Island Airways. Sie stellte 1190 den Betrieb wieder ein (siehe British Island Airways (1982)).

## Flugziele
Neben dem Schwerpunkt auf den zahlreichen innerbritischen Strecken, hauptsächlich zu den Kanalinseln, wurden auch internationale Strecken bedient. Etliche davon wurden auch im Auftrag größerer Gesellschaften beflogen, z. B. von British Caledonian Airways, Sabena oder Dan-Air. Außer Charterflügen zu Touristenzielen wie Faro bediente man auch Linienstrecken, unter anderem nach Belgien, Frankreich und in die Schweiz. Fracht-, Zeitungs- und Postflüge wurden auch nach Dublin, Hannover und Düsseldorf durchgeführt.

## Flotte
Folgende Flugzeugtypen wurden von BUIA eingesetzt:

### Flotte bei Betriebseinstellung
- 04 × BAC 1-11
- 02 × Embraer EMB 110 Bandeirante
- 20 × Handley Page Herald

### Zuvor eingesetzte Flugzeuge
- Douglas DC-3

## Zwischenfälle
- Am 24. Dezember 1974 wurde bei einer Handley Page Herald 203 der British Island Airways (G-BBXJ) auf dem Flug von Southampton nach Guernsey aufgrund abnormaler Anzeigen das Triebwerk 2 (rechts) abgestellt. Auf Wunsch der Fluggesellschaft wichen die Piloten zum Flughafen Jersey aus. Bei einer Leistungserhöhung durch den Kapitän, die der Kopilot für einen Durchstartversuch hielt und unaufgefordert das Fahrwerk einfuhr, setzte die Maschine neben der Landebahn auf dem Gras auf, drehte sich um 180 Grad und rutschte rückwärts bis zu einer Straße. Alle 53 Insassen überlebten, 49 Passagiere und 4 Besatzungsmitglieder. Das Flugzeug wurde irreparabel beschädigt.[6][7][8]